# Foot Ball Club Novara 1913-1914
Questa voce raccoglie le informazioni riguardanti il Foot Ball Club Novara nelle competizioni ufficiali della stagione 1913-1914.

## Rosa
| N. |                   | Ruolo | Calciatore             |
| -- | ----------------- | ----- | ---------------------- |
| -  | Italia (bandiera) | D     | Luigi Baldi (capitano) |
| -  | Italia (bandiera) | C     | Agostino Bianchi       |
| -  | Italia (bandiera) | P     | Augusto Boffa          |
| -  | Italia (bandiera) | C     | Carlo Cantoni          |
| -  | Italia (bandiera) | A     | Arturo De Ambrosis     |
| -  | Italia (bandiera) |       | Ferraro                |
| -  | Italia (bandiera) | A     | Mario Meneghetti       |
| -  | Italia (bandiera) | D     | Enzo Pensotti          |
| -  | Italia (bandiera) | A     | Paolo Piacco           |

| N. |                   | Ruolo | Calciatore            |
| -- | ----------------- | ----- | --------------------- |
| -  | Italia (bandiera) | A     | Lionello Quaglia (II) |
| -  | Italia (bandiera) |       | Raimondi              |
| -  | Italia (bandiera) | A     | Italo Restano         |
| -  | Italia (bandiera) | A     | Ettore Reynaudi       |
| -  | Italia (bandiera) |       | Signorini             |
| -  | Italia (bandiera) | D     | G. Stoppa             |
| -  | Italia (bandiera) | P     | Valerio Felice Terzi  |
| -  | Italia (bandiera) | A     | Angelo Tomaselli      |
| -  | Italia (bandiera) | A     | Travelletti           |

## Risultati

### Prima Categoria

#### Girone lombardo-piemontese

##### Andata
| Arbitro: | Meazza (Milano) |

|  |           |                                 |
|  | Marcatori | 14’, 82’ Van Hege 65’, 80’ Lana |

| Arbitro: | Lazzarini (Milano) |

|                                       |           |            |
| Maggi 15’ Soldera II 75’ Boiocchi 76’ | Marcatori | 23’ Piacco |

| Arbitro: | Cattaneo (Milano) |

|                                        |           |  |
| Piacco 2’ Tomaselli 44’ Meneghetti 65’ | Marcatori |  |

| Arbitro: | Magni (Milano) |

|             |           |                                      |
| Capello 15’ | Marcatori | 50’ (rig.) Tomaselli 65’, 75’ Piacco |

| Arbitro: | Terzolo (Genova) |

|                                                          |           |                   |
| Quaglia 5’ Travelletti 30’ Piacco De Ambrosiis Tomaselli | Marcatori | 65’ Canetta Rossi |

| Arbitro: | Magni (Milano) |

|                        |           |                |
| De Divitis Belossi 73’ | Marcatori | 2’ Travelletti |

| Arbitro: | Comazzi (Milano) |

|                                              |           |  |
| Tommaselli Piacco Travellotti Quaglia ?’, ?’ | Marcatori |  |

| Arbitro: | Magni (Milano) |

|              |           |                             |
| Cevenini 37’ | Marcatori | 8’ Quaglia Tomaselli Piacco |

| Arbitro: | Comazzi (Milano) |

|  |           |                               |
|  | Marcatori | 12’ Tomaselli 30’, 53’ Piacco |

##### Ritorno
| Milano 8 marzo 1913 | Milan | 2 – 0 A tav. | Novara |  |

| Arbitro: | Cattaneo (Milano) |

|            |           |                  |
| Piacco 82’ | Marcatori | 20’ (aut.) Baldi |

| Arbitro: | Terzolo (Genova) |

|                                      |           |  |
| De Ambrosiis 16’, ?’ Dotti ?’ (aut.) | Marcatori |  |

| Milano 15 marzo 1914 | Nazionale Lombardia | 2 – 0 A tav. | Novara |  |

| Arbitro: | Scarioni (Milano) |

|                    |           |                                                                       |
| Piacco Travelletti | Marcatori | ?’ (aut.), ?’ (aut.) Babbi Dalmasso Bona Boglietti ?’ (rig.) Dalmazzo |

| Arbitro: | G.Colombo (Milano) |

|  |           |                                          |
|  | Marcatori | 52’ De Ambrosiis 60’ Piacco 85’ Reynaudi |

| Arbitro: | G.Colombo (Milano) |

|                                                                 |           |  |
| Reynaudi 15’ Piacco 25’, ?’ Stoppa 38’, ?’ Signorini Meneghetti | Marcatori |  |

| Arbitro: | Crivelli (Milano) |

|                      |           |            |
| Sacchi 23’ Cozzi 73’ | Marcatori | 68’ Piacco |

| Arbitro: | Crivelli (Milano) |

|                           |           |                                      |
| Restano 35’ Signorini 47’ | Marcatori | 10’, 88’ Cevenini I 68’ Cevenini III |